# Fresnay-le-Gilmert
Fresnay-le-Gilmert ist eine französische Gemeinde mit 223 Einwohnern (Stand: 1. Januar 2022) im Département Eure-et-Loir in der Region Centre-Val de Loire. Sie gehört zum Arrondissement Chartres und zum Kanton Chartres-1. 

## Geographie
Fresnay-le-Gilmert liegt etwa acht Kilometer nordnordwestlich des Stadtzentrums von Chartres. Umgeben wird Fresnay-le-Gilmert von den Nachbargemeinden Berchères-Saint-Germain im Norden und Nordosten, Poisvilliers im Osten, Bailleau-l’Évêque im Süden sowie Briconville im Westen.

## Bevölkerungsentwicklung
| Jahr                       | 1962 | 1968 | 1975 | 1982 | 1990 | 1999 | 2006 | 2013 | 2020 |
| Einwohner                  | 138  | 133  | 120  | 148  | 172  | 221  | 197  | 205  | 215  |
| Quellen: Cassini und INSEE |      |      |      |      |      |      |      |      |      |

## Sehenswürdigkeiten

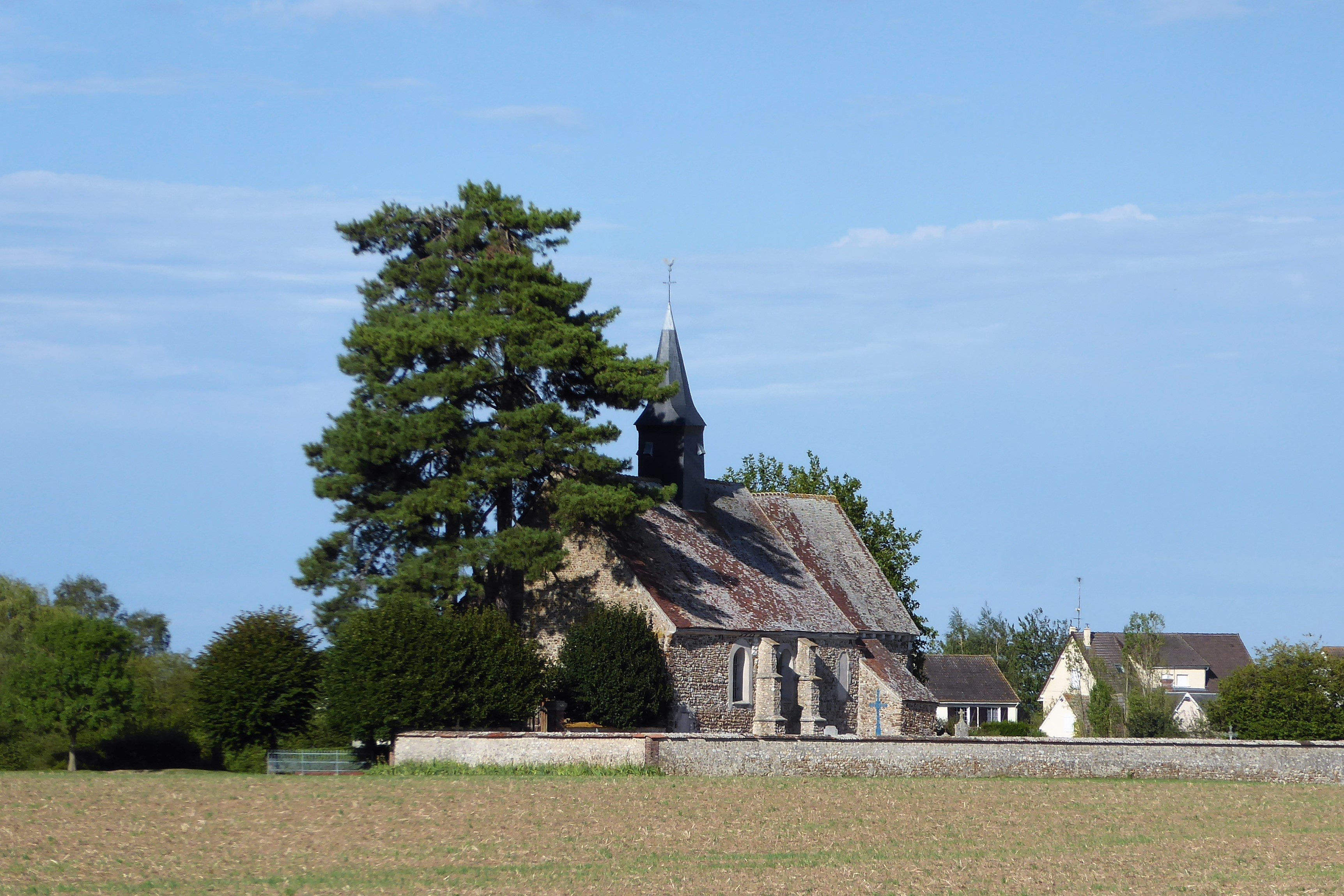
Kirche Saint-Just et Sainte-Anne

- Kirche Saint-Just et Sainte-Anne